# Île de La Réunion Tourisme
Pour les articles homonymes, voir IRT et CTR.

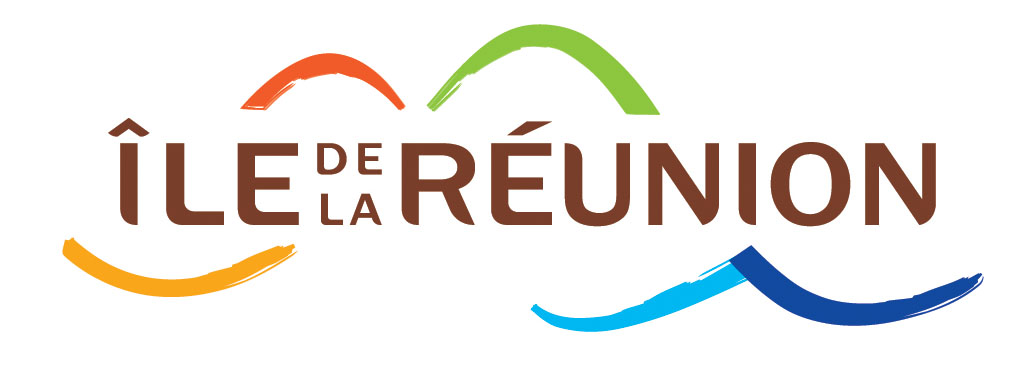
Logotype de la destination Île de La Réunion.

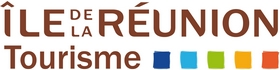
Logotype d'Île de La Réunion Tourisme.

Île de La Réunion Tourisme, ou IRT, est le Comité régional de tourisme chargé de la promotion du tourisme sur l'île de La Réunion. Successeur du Comité du tourisme de La Réunion, ou CTR, il dépend du conseil régional de La Réunion. Après avoir été basé initialement au Barachois (à Saint-Denis), depuis décembre 2011, son siège se trouve sur le site de l'ancienne usine sucrière du quartier Savannah dans la commune de Saint-Paul.

## Historique des campagnes
Le slogan dévoilé au salon IFTM Top Resa 2013 était « La Réunion, un voyage d'émotions ».
Au fil des dernières années, le CTR et son successeur actuel ont eu recours à plusieurs slogans restés célèbres localement pour promouvoir la destination en France métropolitaine :
- « Découvrez une île de voyages »,
- « La Réunion, l'île intense »,
- « La Réunion. Une île, un monde »,
- « Chez nous, c'est chez vous ».